# 2016年砂拉越州選舉
2016年第11届砂拉越州選舉在2016年5月7日舉行，以多數制方式選舉出砂拉越州議會的82名議員。超過110萬選民有資格在是次選舉中投票。雖然馬來西亞的成年年齡是18，但只有21歲以上的人才可以投票。選舉由馬來西亞選舉委員會舉辦。